# Schleuse Oberhausen
Die Schleuse Oberhausen ist eine Doppelschleuse des Rhein-Herne-Kanals (kurz: RHK) im Stadtteil Lirich der Stadt Oberhausen. Es stehen zwei Schleusenkammern von 190 Meter Länge zur Verfügung, um Schiffe der Kategorie Vb über die Fallstufe von 4,10 Meter Höhe zu bringen.
Zuständige Behörde für den Betrieb und die Unterhaltung der Schleusenanlage ist seit dem 26. November 2020 das Wasserstraßen- und Schifffahrtsamt Westdeutsche Kanäle. Für die Wasserhaltung im RHK wird an der Schleusenanlage ein Rückpumpwerk betrieben.

## Lage und Trassenverlauf
Anschrift: Kreuzstraße 3, 46049 Oberhausen

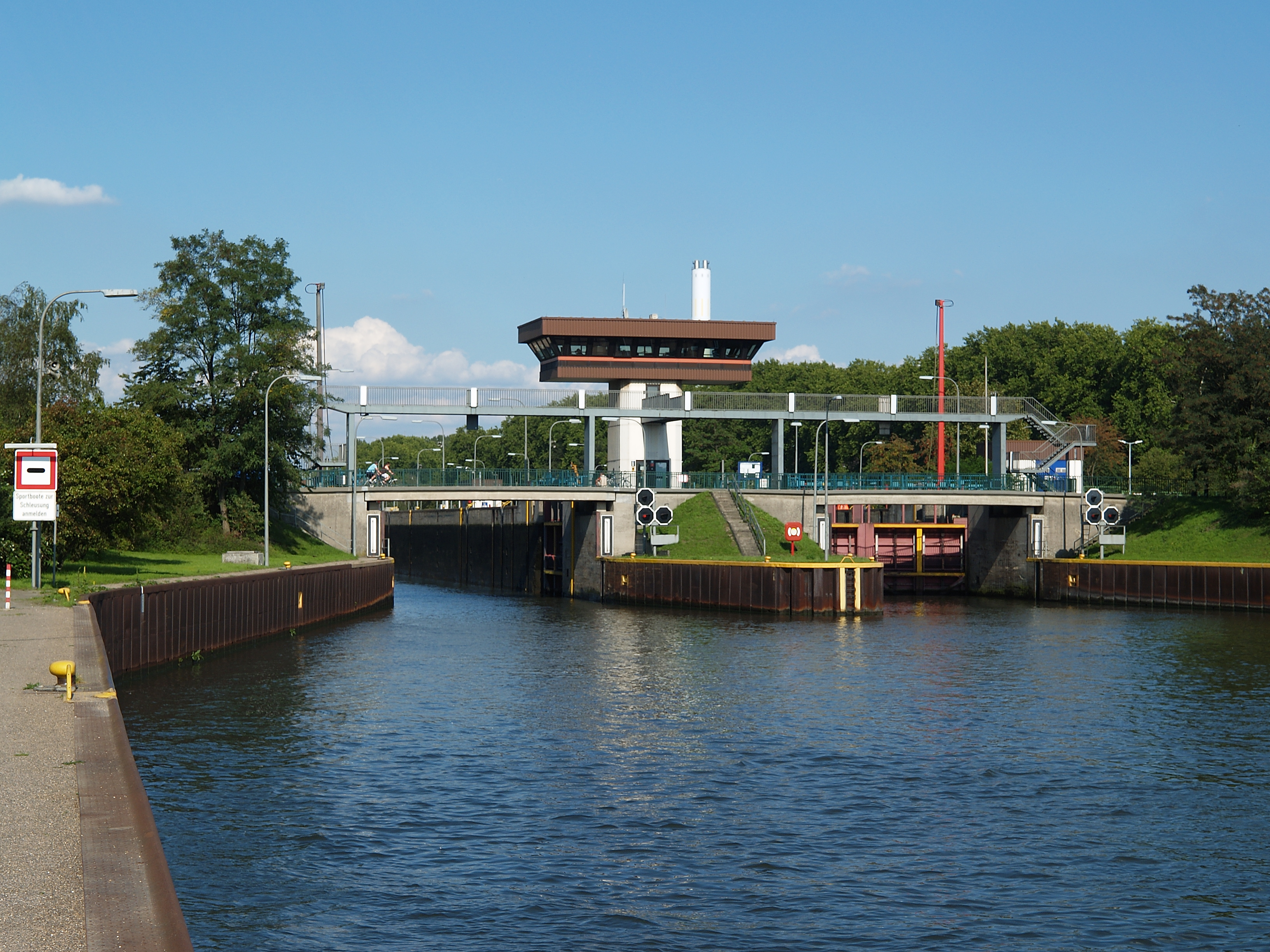
Schleuseneinfahrt von Westen

In der Aufstiegsrichtung vom Rhein her ist die Schleuse Oberhausen die zweite der fünf Schleusengruppen des RHK. Sie liegt rund vier Kilometer nordwestlich vom Stadtzentrum Oberhausen bei Kanal-km 5,7. Die beiden Schleusenkammern liegen heute parallel zueinander und sind durch die Schleuseninsel getrennt. Dort befindet sich ein zentraler Leitstand zur Steuerung der Schleusungen. Über den Schleusenbereich hinweg führt eine Fußgängerbrücke, von der aus sich die Schleusungsvorgänge sehr gut beobachten lassen.
Die untere Haltung verläuft über fünf Kilometer nach Südwesten in Richtung Rhein bis zur Schleuse Duisburg-Meiderich mit dem dahin liegenden Duisburger Hafen. Kurz davor zweigt der Verbindungskanal zur Ruhr ab, der für die Binnenschiffe einen zweiten Weg zum Rhein über die Ruhrschleuse Duisburg erschließt. Dadurch ist in Meiderich keine Doppelschleuse erforderlich.

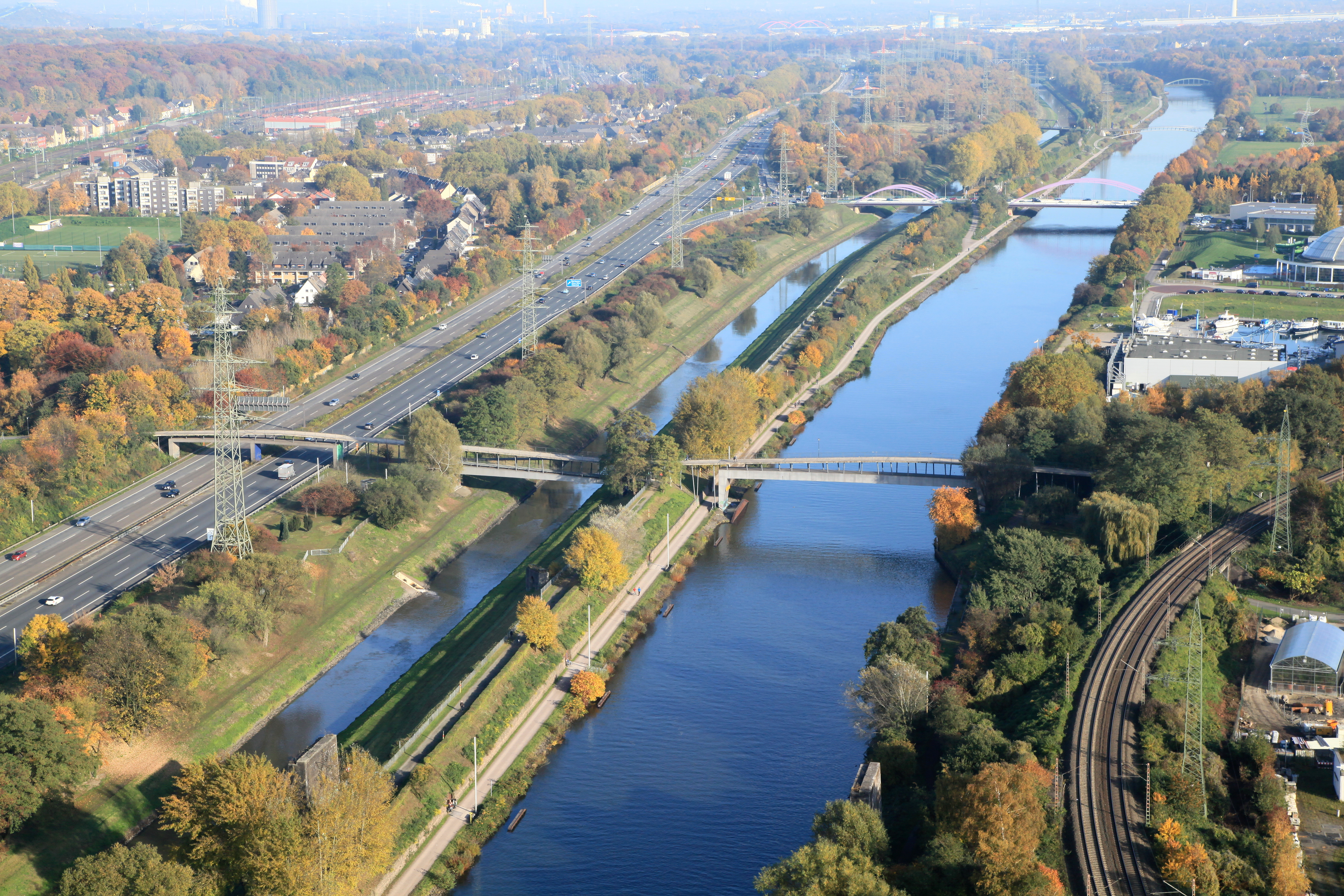
Emscher und Kanal – Blick vom Gasometer

Die obere Kanalhaltung ist deutlich länger und reicht über 18 Kilometer nach Osten bis zur Schleuse Gelsenkirchen. Nach rund drei Kilometern quert eine auffällige Fußgängerbrücke den Kanal: die Slinky springs to fame. Sie führt auf die Südseite des Kanals mit dem Kaisergarten und dem Schloss Oberhausen. Eine Kilometer weiter östlich steht direkt am Kanal der 117 m hohe Gasometer Oberhausen. Die weithin sichtbare Landmarke beherbergt regelmäßig eindrucksvolle Ausstellungen. Von hier aus begleitet die Emscher auf der Nordseite den Kanal. Auf der Südseite liegt die Heinz Schleußer Marina, die im Zuge der Baumaßnahmen für das CentrO angelegt wurde. Als Relikt der Emscherkunst 2013 steht westlich von der im Bogen ausgeführten Ripshorster Brücke der „tanzende“ Strommast Zauberlehrling.
Bei Kanal-km 13 zwischen den Essener Stadtteilen Borbeck und Essen befand sich bis 1980 die Schleusengruppe Dellwig (ehemals Stufe III). Nur wenige Reste der Uferanlagen sind noch in Höhe der Eisenbahnbrücke der S9 nach Bottrop zu sehen.
In der Fortsetzung verläuft die Haltung zwischen dem Stadthafen Essen und dem Zentralhafen Bottrop. Bevor die nächste Schleuse in Gelsenkirchen erreicht wird liegt am Südufer die kahle Schurenbachhalde mit der „Bramme für das Ruhrgebiet“ und der Nordsternpark mit seinem Amphitheater und der markanten Doppelbogenbrücke.

## Nächste Schleusen
| Rhein-Herne-Kanal  |                        |                     |                        |                        |
| Kanal              | untere Haltung         | Schleuse Oberhausen | obere Haltung          | Kanal                  |
| km 0,8             | 4,9 km ← Westen        | km 5,7              | 17,6 km → Osten        | km 23,3                |
|                    |                        | Hubhöhe 4,10 m      | Wasserstand: 29,1 m NN | Schleuse Gelsenkirchen |
| Schleuse Meiderich | Wasserstand: 25,0 m NN | Hubhöhe 4,10 m      |                        |                        |

aktuelle Wasserstände siehe: Im Regelfall stehen die Schleusen in einem 24-h-Betrieb.

## Geschichte
Beim Bau des 1914 eröffneten RHK entstand in Oberhausen die Schleusenstufe II. Mit den zwei Schleppzugschleusen von 165 Meter Länge konnten zwei Schleppkähne vom RHK-Typ über die Fallstufe gebracht werden. Die beiden Schleusen waren wegen der zu erwartenden Bergsenkungen in Längsrichtung versetzt angeordnet. Dadurch konnte im Schadensfall die gleichzeitige Außerbetriebnahme beider Schleusen vermieden werden. Für das Oberhaupt wählte man Klapptore und die Untertore waren Hubtore.
Die Zunahme des Schiffsverkehrs und das Anwachsen der Schiffsgrößen machten Anfang der 1970er-Jahre einen Ausbau des RHK erforderlich. Die nicht mehr zeitgemäßen Doppelscheusen waren nicht mehr ausreichend lang und mussten neu gebaut werden. Um den Schleusenbetrieb während der Bauzeit aufrechtzuerhalten, wurden die neuen Schleusenkammern nacheinander gebaut. Fertigstellung und Inbetriebnahme waren 1979 für die Südschleuse und 1984 für die Nordschleuse. Gleichzeitig konnte in diesem Zeitraum mit dem Wasserspiegelausgleich zwischen Oberhausen und Gelsenkirchen die Schleuse Dellwig aufgegeben werden, da in Oberhausen wegen der Bergsenkungen nur noch ein Meter Hubhöhe vorhanden war. Die neuen Schleusen haben eine nutzbare Länge von 190 Meter bei einer Hubhöhe von 4,10 m. Als nutzbare Breiten stehen an der Südschleuse 11,99 m und an der Nordschleuse 11,88 m zur Verfügung. Als Schleusentore sind im Oberhaupt Hubtore und im Unterhaupt Stemmtore verbaut.
Nachdem der westliche Streckenausbau durch die WSV bis zum Hafen Gelsenkirchen fertiggestellt war, können seit 1986 Übergroße Großmotorgüterschiffe und Schubverbände mit zwei Leichtern den Kanal befahren. Bei einer Sohltiefe von vier Metern erreicht der Kanal eine Wasserspiegelbreite von 55 Metern.
Die Schleusengruppe Oberhausen ist Teil der Route der Industriekultur.

## Bilder an der Strecke

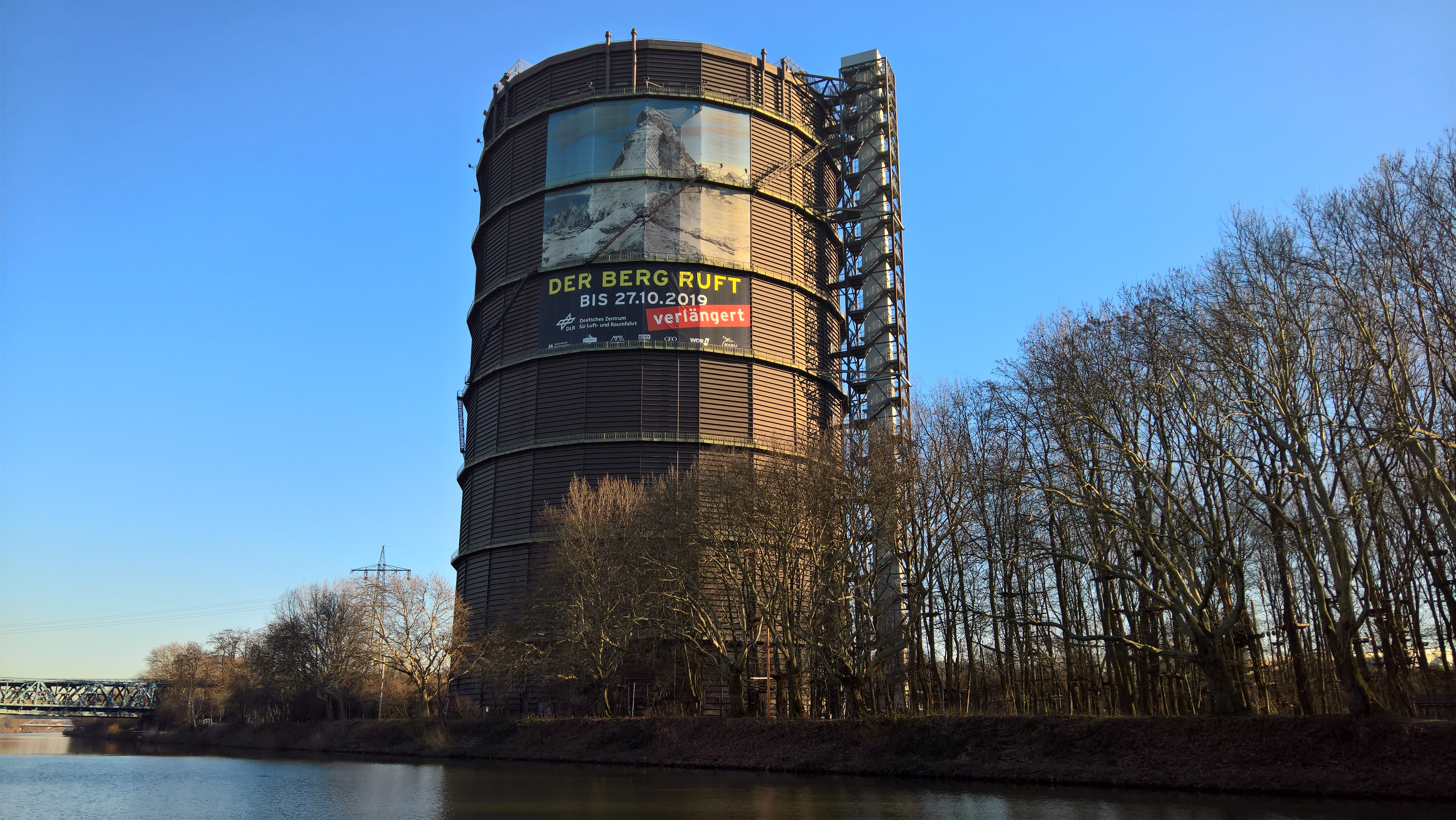
Gasometer Oberhausen
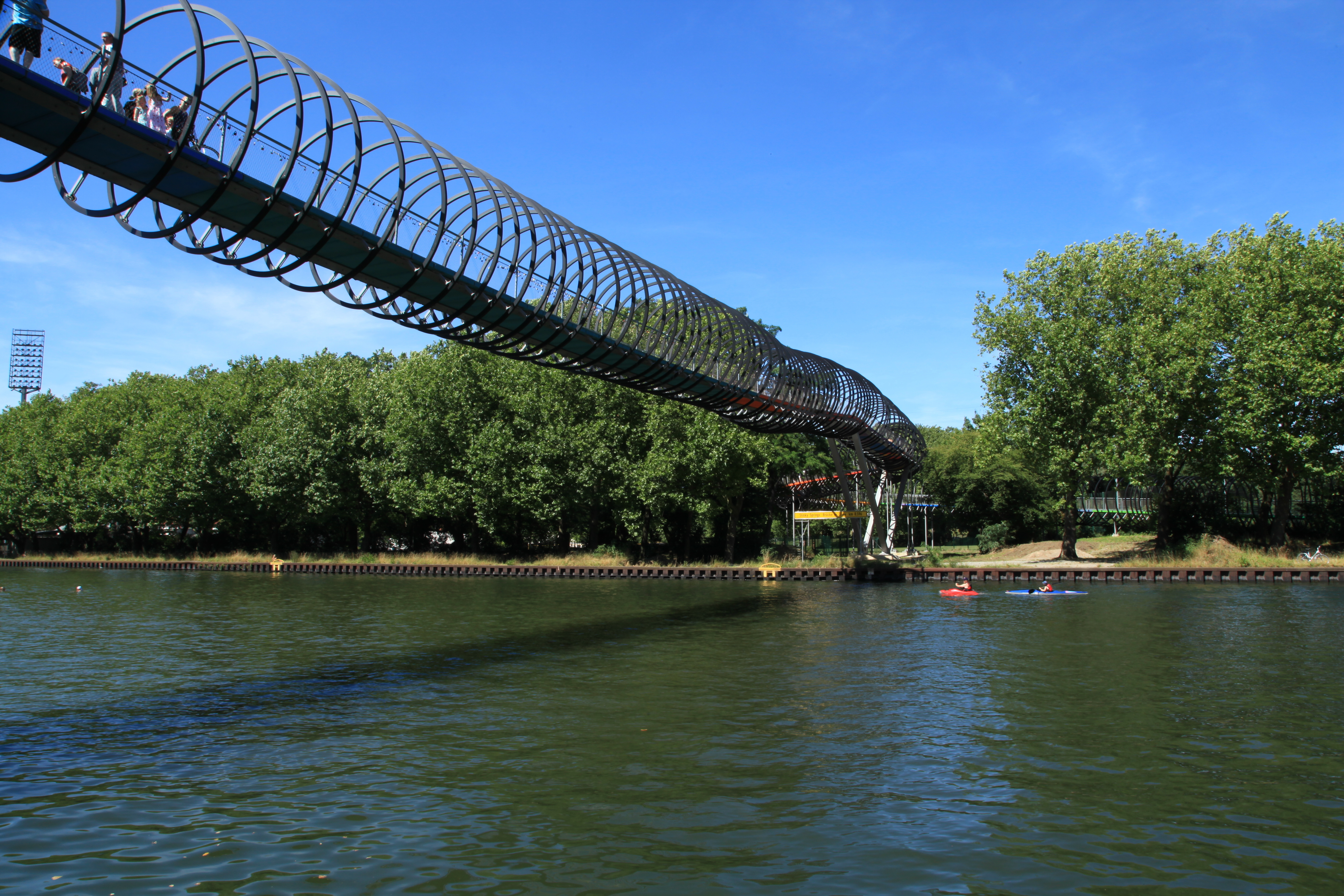
Slinky Bridge
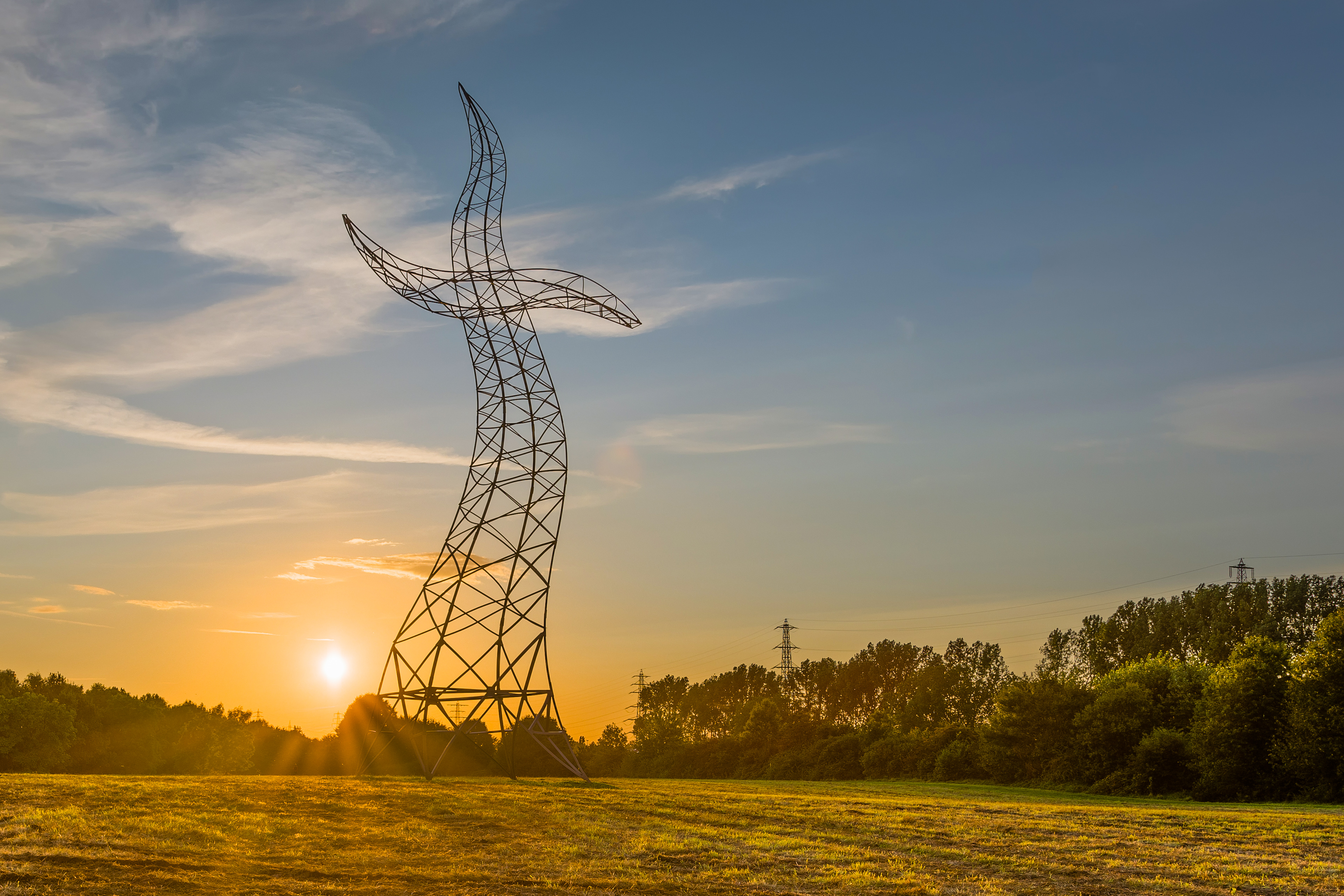
Strommast Zauberlehrling
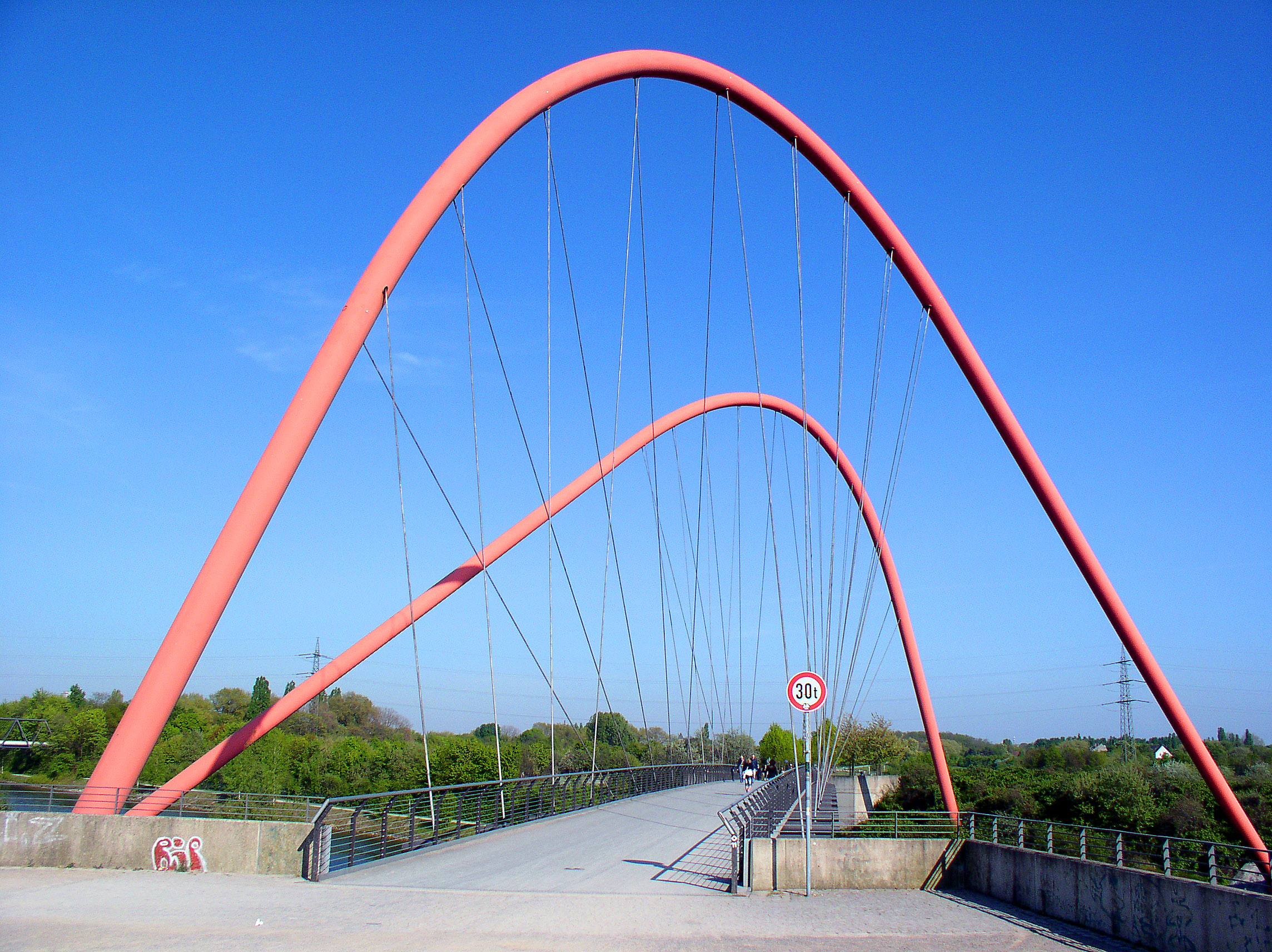
Brücke Nordsternpark
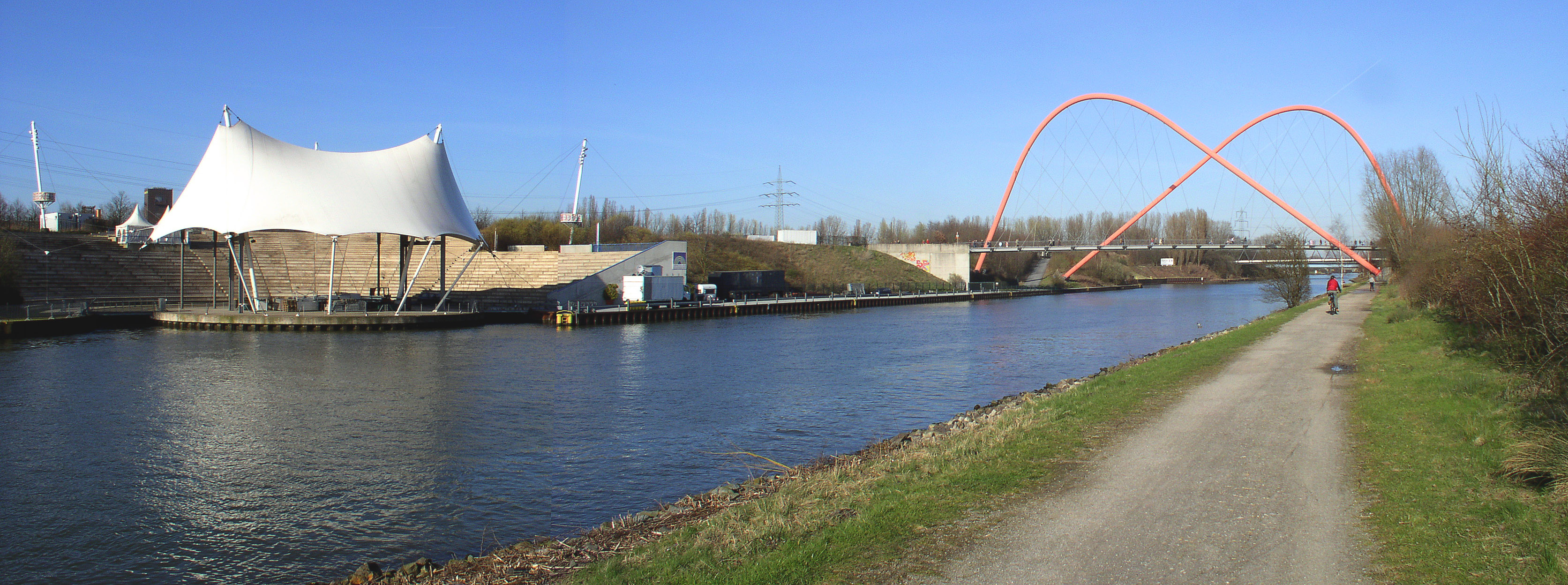
Amphitheater Nordsternpark